# Eric Kupper
Eric Kupper is een Amerikaanse dj en producer van house en deephouse. Kupper werd zelf nooit erg bekend maar was achter de schermen betrokken bij de productie van platen voor anderen en maakte vele remixes voor een grote hoeveelheid artiesten. Zo (co-)produceerde hij de hits The Whistle Song van Frankie Knuckles, How To Dance van Bingoboys en Supermodel (You Better Work) (1993) van RuPaul. Hij produceerde zelf onder meerdere namen. Daarvan is K-Scope het bekendste pseudoniem.

## Biografie
Kupper wordt geboren in New York in het stadsdeel The Bronx. Hij begint met het maken van muziek als hij van zijn ouders een keyboard cadeau krijgt. In de jaren tachtig timmert hij aan de weg als toetsenist voor diverse artiesten. Eerst in de punkscene, maar in de late jaren tachtig vindt hij aansluiting bij de housescene. In 1989 wordt hij betrokken bij het team van Frankie Knuckles, die dan in New York is neergestreken, en diens muzikale partner David Morales. Voor Knuckles komt hij op het idee van The Whistle Song, dat in 1991 in meerdere landen een hit wordt. In de jaren daarna produceert hij ook voor enkele andere artiesten zoals de groep Bingoboys, Saffron en RuPaul en werkt hij mee aan remixes en producties van Morales. Hij speelde ook de toetsen op de hits Finally van CeCe Peniston en I'll Be Your Friend van Robert Owens. Met RuPaul maakt hij de hit Supermodel (You Better Work) (1993), die ook in de Nederlandse top 40 terecht komt. Later in de jaren negentig is hij ook betrokken bij de Club 69-albums van Peter Rauhofer. Hij produceert ook zelf tracks. Met Paul Shapiro neemt hij in 1994 het nummer  Theme From The Electric 'Fro op. In 1994 start hij ook het project K-Scope. Het werk dat daar halverwege de jaren negentig mee wordt gemaakt wordt verzameld op From the deep (1995) en Instant Music (1998). Vanaf 1995 beheert hij ook het label Hysteria.
Een latere hit waar Kupper bij betrokken is, is Paid My Dues van Anastacia. Ook assisteert hij Peter Rauhofer en François Kevorkian in hun remixes. Vanaf de late jaren negentig werkt hij ook voor het Hed Kandi label. Verschillende van zijn projecten verschijnen op de compilatiealbums van dit label. Kupper is tot 2006 bij het label betrokken. Hij produceert dan weer een album als K-Scope met  Electrikiss (2008). Hij gaat ook weer samenwerken met Frankie Knuckles als Director's Cut. Daarmee maken ze remakes van oude hits van Knuckles maar ook enkele nieuwe nummers. Met Robert Clivilles blaast hij rond 2011 kortstondig nieuw leven in C+C Music Factory. De jaren daarna maakt hij weer verscheidene remixes. Deels voor hedendaagse artiesten als Ariana Grande, Jennifer Lopez en P!nk. Maar ook bewerkingen van oude hits voor remixalbums van Aretha Franklin en Donna Summer. Voor Diana Ross maakt hij zelfs het complete Supertonic Mixes (2020) met daarop bewerkingen van haar grootste hits. Op zijn eigen label verschijnen remixes van danceclassics als It's All Right  van Sterling Void en Disco's Revenge van Gusto. In 2020 werkt hij samen met Julee Cruise op het nummer  My Blue Yonder / Satisfied.

## Discografie
- K-Scope - From the deep (1995)
- K-Scope - Instant Music (1998)
- K-Scope - Electrikiss (2008)
- Diana Ross - Supertonic Mixes (2020)

- MusicBrainz: 6f6d8d41-5841-4b7b-93a1-cd8dc9812798